# Aaron Worms
Aaron Worms est un talmudiste renommé qui fut grand-rabbin de Metz. Né en 1754 et décédé en 1836, il est partisan de la Révolution française et adepte de la réforme dans le judaïsme.

## Sa carrière rabbinique
Aaron Worms, fils d'Abraham Aberle est né le 7 juillet 1754 à Geislautern, un petit village près de Sarrebruck et est décédé le 2 mai 1836 à Metz. Il vient d'une famille de rabbins et est donc très tôt destiné à la carrière rabbinique. Il reçoit sa première éducation religieuse de son père, puis est envoyé à Metz, la ville la plus proche possédant un collège rabbinique. Cette institution est alors dirigée par le grand-rabbin Loeb Günzburg, qui très rapidement le prend en grande estime et l'autorise dès l'âge de quinze ans à délivrer un sermon sur des sujets halakhiques à la synagogue de Metz. Grâce à Günzburg, il est nommé en 1777 rabbin de Kriechingen (Créhange) en Lorraine, alors sous domination allemande. Il reste rabbin de cette ville pendant sept ans, et retourne à Metz après la mort le 23 juin 1785 du grand-rabbin Loeb Günzburg.
Aaron est choisi comme proviseur du collège rabbinique et pendant plusieurs années, il exerce aussi les fonctions de rabbin auxiliaire puis de grand-rabbin suppléant, avant d'être élu à l'unanimité le 12 juillet 1832 grand-rabbin de Metz. Le gouvernement confirme son élection, bien qu'il ne maîtrise pas la langue française obligatoire pour être nommé rabbin. Il meurt quatre ans plus tard, révéré et apprécié aussi bien par les Juifs progressistes qu'orthodoxes.
Aaron est si conservateur dans ses idées, que dans sa vie pratique, il n'acquiert même pas la connaissance approfondie de la langue de son pays, et considère toujours le Zohar comme un livre sacré et comme l'œuvre de Shimon bar Yohaï. Néanmoins, ses opinions ouvrent en une certaine mesure le chemin aux réformes dans le judaïsme.

## Son attitude à l'égard de la Révolution française
Il est si influencé par la Révolution française, qu'il va lui-même s'habiller en uniforme de la Garde nationale, et pour se conformer aux règlements militaires, il coupera sa barbe. Aaron estime que si les Juifs ont reçu les droits civils, ils ont aussi des devoirs à accomplir, et dans un sermon prêché pendant la période révolutionnaire, il chapitre les Juifs pour leur aversion aux travaux manuels, et comme exemple, il envoie son fils Elijah chez un artisan.
En tant que membre du Grand Sanhédrin, convoqué par Napoléon Ier, il délivre un discours sur « Les relations des Juifs vis-à-vis des non-Juifs selon la loi rabbinique », dans lequel il démontre que les jugements talmudiques concernant les non-Juifs, valables dans le contexte de l'époque, ne doivent plus être utilisés comme guides pour réglementer la vie actuelle. Aussi, dans les affaires purement juives, il montre un esprit particulièrement ouvert sur les questions concernant les rites et les cérémonies. Lors de la cérémonie du serment pour sa nomination de grand-rabbin, organisée par les officiels du gouvernement, on lui passe son chapeau pour se couvrir, mais il le refuse avec un sourire avec ces mots: « Dieu ne veut pas nous imposer le devoir de s'approcher de Lui nu-tête; mais si nous le faisons volontairement, tant mieux! ». De plus il n'hésite pas à se déclarer lui-même en accord avec les aspirations de réforme qui commencent à trouver leur chemin dans le judaïsme.

## Ses penchants pour la réforme
Aaron est peut-être le seul rabbin conservateur de cette période qui exprime l'opinion qu'il est préférable de prier dans la langue vernaculaire que de marmonner les prières en hébreu sans en comprendre la signification. C'est la raison pour laquelle, il refuse de se joindre au mouvement contre les réformes de la communauté de Hambourg. Sa volonté de réformer les offices est affichée par sa critique de la coutume qui consiste à interrompre les prières rituelles par l'introduction de piyyoutim, dont il nargue souvent les auteurs.
Ainsi, il condamne les coutumes superstitieuses et les attaque vigoureusement. Il regarde aussi avec un œil critique, les autres coutumes qu'il ne considère pas comme obligatoires et plus d'une fois il relève avec un soupçon d'amertume que le Rema désire obliger tous les Juifs à se soumettre au carcan des coutumes polonaises, et qu'il ne voit aucune raison pour que les Juifs français ou allemands s'y soumettent.
Aaron Worms est l'auteur de Meore Or (Étincelle de lumière), Metz, 1789-1830, qu'il fait publier anonymement, se limitant modestement à une simple suggestion de son nom. Ce livre contient des remarques critiques ainsi que des commentaires sur la plupart des traités du Talmud et sur une grande partie du Orah Hayim du Choulhan Aroukh, qui montrent un esprit foncièrement scientifique ainsi qu'une extraordinaire perspicacité. Aaron Worms publiera aussi de courtes notes sur le Mahzor et sur la Haggada de Pessa'h (éditions de Metz). À l'exception du commentaire de la Bible qui n'a pas été publié, tous ses nombreux autres manuscrits sont détruits selon ses dernières volontés après sa mort.